# 바람과 야망
《바람과 야망》(영어: Wind)은 미국에서 제작된 캐럴 밸러드 감독의 1992년 스포츠 드라마 영화이다. 매슈 모딘 등이 출연하였고, 톰 러디 등이 제작에 참여하였다.

## 줄거리
이 영화는 아메리카 컵 시리즈의 요트 경주를 중심으로 하며, 액션/어드벤처와 로맨스 스토리를 위한 배경으로 사용한다.

## 출연진
- 매슈 모딘
- 제니퍼 그레이
- 클리프 로버트슨
- 잭 톰프슨
- 스텔란 스카르스고르드
- 리베카 밀러
- 네드 본

## 기타 제작진
- 미술: 로런스 이스트우드
- 의상: 마릿 앨런

## 같이 보기
- 오스트레일리아 영화